# Thuli Madonsela
Thulisile Nomkhosi " Thuli " Madonsela (sinh ngày 28 tháng 9 năm 1962)  là một người luật sư tư nhân và giáo sư luật của Nam Phi, giữ một ghế trong công lý xã hội tại Đại học Stellenbosch kể từ tháng 1 năm 2018 . Bà từng là Luật sư Công cộng của Nam Phi từ ngày 19 tháng 10 năm 2009 đến ngày 14 tháng 10 năm 2016. Năm 1996, bà đã giúp soạn thảo bản cập nhật cuối của hiến pháp của Nam Phi do Tổng thống Nelson Mandela ban hành.

## Tuổi thơ và giáo dục ban đầu
Thuli sinh ra ở Johannesburg năm 1962, con gái của thương nhân không chính thức Bafana và Nomasonto, và lớn lên ở Soweto. Cô học tại trường trung học Evelyn Baring ở Nhlangano ở Swaziland, nơi gia đình cô bắt nguồn. Bà tốt nghiệp Cử nhân Luật tại Đại học Swaziland năm 1987 và bằng LLB của Đại học Witwatersrand năm 1990. Vào ngày 26 tháng 3 năm 2015, Thuli Madonsela đã được trao bằng Tiến sĩ Luật, LL. D. (Honoris duyên) từ Đại học Stellenbosch. Bà tiếp tục được trao bằng Tiến sĩ Luật khác, LL. D. (Honoris causa) từ Đại học Cape Town; lễ trao giải diễn ra tại Hội trường Jameson vào ngày 11 tháng 6 năm 2015.
Bà cũng có bằng tiến sĩ danh dự của Đại học Rhodes và Đại học Fort Hare.

## Chính trị
Madonsela, cho đến năm 2007, là một thành viên bình thường của chi nhánh Pretoria của Quốc hội Châu Phi (ANC). Trong thời kỳ phân biệt chủng tộc, Madonsela phục vụ tại ANC và trong tổ chức chống phân biệt chủng tộc của Mặt trận Dân chủ Thống nhất. Bà tin rằng nắm giữ chức vụ chính trị sẽ không phải là "đóng góp tốt nhất của cô như một con người". Năm 1994, bà từ chối vị trí nghị sĩ ANC tại Quốc hội hậu chia rẽ đầu tiên của Nam Phi. Vào tháng 1 năm 2014, có một số chi nhánh của ANC tại Gauteng đã không thành công đề cử bà làm ứng cử viên đại diện cho ANC tại Quốc hội hoặc một trong những cơ quan lập pháp cấp tỉnh trong cuộc tổng tuyển cử năm 2014. Phát ngôn viên của bà cho biết bà không biết về đề cử và sẽ không chấp nhận nó.